# Charlotte Nicdao

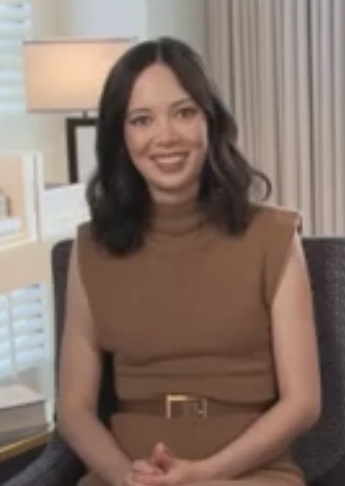
Charlotte Nicdao, 2022

Charlotte Nicdao (* 14. August 1991) ist eine australische Schauspielerin.

## Leben
Charlotte Nicdao ist in Melbourne geboren und studierte Musik. Ihre Mutter ist Australierin und ihr Vater Philippiner. Bekannt wurde sie als Jackie Lee in der Jugendserie Emmas Chatroom. Darin spielt sie neben Sophie Karbjinski und Marny Kennedy eine der drei Hauptrollen. Ihre erste Rolle übernahm sie 2004 als Betty in der Fernsehserie Fergus McPhail. In der ersten Folge von Elephant Princess spielte sie 2008 die Hannah. In der NBC-Sommerserie Camp spielt sie die Hauptrolle der Grace.

## Filmografie (Auswahl)
- 2004: Fergus McPhail (Fernsehserie, Episode 1x22)
- 2008: Elephant Princess (The Elephant Princess, Fernsehserie, Episode 1x01)
- 2010–2011: Emmas Chatroom (a gURLs wURLd, Fernsehserie, 26 Episoden)
- 2013: Camp (Fernsehserie, 10 Episoden)
- 2014: Please Like Me (Fernsehserie, 5 Episoden)
- 2015: The Subjects
- 2015: Childhood’s End (Miniserie, 3 Episoden)
- 2015–2018: Kuu Kuu Harajuku (Zeichentrickserie, 156 Episoden, Stimme)
- 2017: Top of the Lake (Fernsehserie, 2 Episoden)
- 2017: Thor: Tag der Entscheidung (Thor: Ragnarok)
- 2017: Trip for Biscuits (Fernsehserie, 18 Episoden)
- 2017–2019: Get Krack!n (Fernsehserie, 8 Episoden)
- 2018: The Housemates (Fernsehserie, 1 Episode)
- 2018: True Story with Hamish & Andys (Fernsehserie, 1 Episode)
- 2019: Content (Webserie, 7 Episoden)
- 2019: Bluey (Fernsehserie, 1 Episode, Stimme)
- seit 2019: The Strange Chores (Zeichentrickserie, Stimme)
- 2020–2025: Mythic Quest: Raven’s Banquet (Fernsehserie)
- 2020: Adventure Time: Distant Lands (Fernsehserie, 1 Episode, Stimme)
- 2020: Fun Times (Kurzfilm)
- 2022–2024: Star Trek: Lower Decks (Fernsehserie, 4 Episoden, Stimme)
- 2022: Zoomania+ (Zootopia+, Fernsehserie, 1 Episode, Stimme)
- 2024: Austin (Fernsehserie, 4 Episoden)
- seit 2024: Solar Opposites (Fernsehserie)